# جان رالز
جان رالز (به انگلیسی: John Rawls) (زاده ۲۱ فوریه ۱۹۲۱ – درگذشته ۲۱ نوامبر ۲۰۰۲) فیلسوف لیبرال آمریکایی است که به دلیل صورت‌بندی نظریهٔ عدالت شهرت بسیار دارد. وی از چهره‌های به‌نام فلسفهٔ سیاسی و فلسفهٔ اخلاق در سدهٔ بیستم بود که در سال ۱۹۹۹، جایزه رالف شاک و مدال منطق و فلسفه و علوم انسانی را دریافت کرد. اثر مشهور وی نظریهٔ عدالت (۱۹۷۱) یکی از منابع کلاسیک فلسفهٔ سیاسی محسوب می‌شود. کتاب نظریهٔ عدالت تنها در آمریکا دست‌کم ۲۰۰ هزار جلد فروش داشته و تاکنون به بیش از ۲۰ زبان ترجمه شده‌است.
در سال ۱۹۹۰ ویل کیملیکا در مقدمه کتاب فلسفه سیاسی معاصر نوشت که تولد دوباره فلسفه سیاسی هنجاری، با انتشار نظریهٔ عدالت جان رالز در سال ۱۹۷۱ آغاز شد. رالز یکی از تاثیرگذارترین فیلسوفان سیاسی قرن بیستم محسوب می‌شود. رالز در میان فیلسوفان سیاسی معاصر جایگاه بسیار برجسته و نادری دارد، دادگاه‌های آمریکا و کانادا بارها در احکام خود نظرات رالز را نقل کرده‌اند و سیاستمداران آمریکایی و انگلیسی نیز به نظرات او ارجاع می‌دهند.
رالز در نظریه عدالت به‌مثابه انصاف، توصیه می‌کند که اعضای یک جامعه باید از آزادی‌های اساسی برابر و برابری فرصت برخوردار باشند و در جایی که نابرابری ایجاد شده، بیشترین نفع باید به محروم‌ترین اعضای جامعه برسد. رالز برای توجیه این اصول عدالت اجتماعی، از یک آزمایش فکری به نام وضع نخستین استفاده می‌کند. در این آزمایش، از افراد خواسته می‌شود بگویند که ترجیح می‌دهند در چه نوع جامعه‌ای زندگی کنند، اگر ندانند که در این جامعه، شخصاً چه جایگاه و طبقه‌ای خواهند داشت. رالز در اثر بعدی خود به نام لیبرالیسم سیاسی (۱۹۹۳) به این سؤال بازگشت که با توجه به اختلاف‌نظر معقول بر سر ماهیت زندگی خوب، قدرت سیاسی را چگونه می‌توان مشروع کرد.

## زندگی

### کودکی
رالز در شهر بالتیمور در ایالت مریلند به دنیا آمد. او دومین فرزند از پنج پسر ویلیام لی رالز و آنا آبل استامپ رالز بود. پدر جان رالز یکی از برجسته‌ترین وکلای دادگستری منطقه بالتیمور بود. رالز کودکی تلخی داشت، او در سال ۱۹۲۸ در هفت‌سالگی دچار بیماری دیفتری شد. برادرش بابی که ۲۰ ماه از او کوچک‌تر بود پس از ملاقات با او بیمار شد و از دنیا رفت. زمستان بعد، رالز مبتلا به سینه‌پهلو شد و این بیماری به برادر کوچک دیگرش، تامی، سرایت کرد و جان او را گرفت. توماس پوگ (نویسنده زندگینامه جان رالز) مرگ این دو برادر را بزرگ‌ترین رخدادهای کودکی رالز می‌داند.

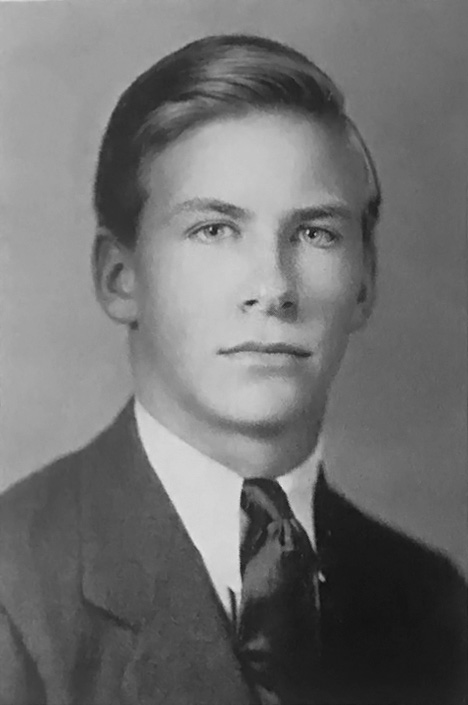
جان رالز در مدرسه کنت، ۱۹۳۷.

رالز پس از فارغ‌التحصیلی از مدرسه کالورت در بالتیمور، وارد مدرسه کنت در ایالت کنتیکت شد. در سال ۱۹۳۹ از دبیرستان فارغ‌التحصیل شد و قدم به دانشگاه پرینستون گذاشت. رالز در پرینستون تحت تأثیر نورمن ملکلم که شاگرد ویتگنشتاین بود قرار گرفت. او در دو سال آخر تحصیلش در پرینستون، عمیقاً به الهیات و نظریات آن توجه داشت و حتی مدتی سودای تحصیل در علوم دینی مسیحی و کشیش شدن را در سر داشت. رالز در رساله ۱۸۱ صفحه‌ای خود با عنوان «معنای گناه و ایمان» به ردّ پلاجیانیسم پرداخت. بخشی از استدلال او برگرفته از کتاب درباره مسئله یهود اثر کارل مارکس بود که بر اساس آن نابرابری طبیعی در توانایی افراد، می‌تواند عاملی عادلانه برای توزیع ثروت در جامعه باشد. رالز حتی پس از آتئیست شدنش هم بسیاری از استدلال‌های ضدّپلاجیانیسم را در کتاب نظریهٔ عدالت تکرار کرد. رالز در سال ۱۹۴۳ با درجه عالی از پرینستون لیسانس گرفت.

### خدمت در ارتش - ۱۹۴۳ تا ۱۹۴۶
رالز در فوریه ۱۹۴۳ در ارتش آمریکا نام‌نویسی کرد. طی جنگ جهانی دوم، رالز سرباز پیاده‌نظام در منطقه اقیانوس آرام بود. وی در این دوران در منطقه گینه جدید موفق به دریافت نشان ستاره برنزی شد. رالز هنگام خدمت در فیلیپین نبردهای بسیار سختی را تجربه کرد و شاهد صحنه‌های دردناک خشونت و کشتار بود و همین‌جا بود که ایمان مسیحی خود را از دست داد و آتئیست شد.
پس از تسلیم‌شدن ژاپن، رالز جزو ارتش اشغالی ژنرال داگلاس مک‌آرتور بود و به رده گروهبان ارتقا یافت اما پس از مشاهده آثار و نتایج هولناک بمباران اتمی هیروشیما اعتقاد خود به ارتش را از دست داد. رالز حاضر نشد از دستور تنبیه یکی از سربازان اطاعت کند زیرا اعتقاد داشت هیچ تنبیهی توجیه‌شدنی نیست و بنابراین به درجه سرباز تنزل یافت. رالز در ژانویه ۱۹۴۶ ارتش را برای همیشه ترک کرد.

### کارنامه آکادمیک
رالز در اوایل سال ۱۹۴۶ به پرینستون برگشت تا دکترای خود را در فلسفه اخلاق دریافت کند. او در ۱۹۴۹ با مارگارت وارفیلد فاکس که دانشجوی دانشگاه براون بود ازدواج کرد. حاصل ازدواج آنها چهار فرزند به نام‌های آن وارفیلد، رابرت لی، الکساندر اموری و الیزابت فاکس بود.
رالز مدرک دکتری خود را در سال ۱۹۵۰ از پرینستون دریافت کرد. او تا سال ۱۹۵۲ در این دانشگاه تدریس کرد و پس از دریافت فلوشیپ به دانشگاه آکسفورد رفت و آنجا تحت تأثیر آیزایا برلین و هربرت لیونل آدولفوس هارت قرار گرفت. پس از بازگشت به آمریکا، در دانشگاه کرنل به تدریس پرداخت. در ۱۹۶۲ استاد کامل فلسفه در دانشگاه کرنل شد و توانست در دانشگاه ام‌آی‌تی کرسی دائمی به دست بیاورد. همان سال به دانشگاه هاروارد رفت و حدود پنجاه سال به تدریس پرداخت و طی این مدت چهره‌های معاصر برجسته‌ای در فلسفه اخلاق و فلسفه سیاسی تربیت کرد از جمله تامس نیگل، آلن گیبارد، اونرا اونیل و غیره.
رالز به ندرت مصاحبه می‌کرد. لکنت داشت و از قرار گرفتن در معرض توجه عموم می‌هراسید و تمام زندگی خود را وقف خانواده و کارنامه آکادمیکش کرد.
رالز در سال ۱۹۹۵ برای اولین بار سکته کرد که توان کار کردن را تا حد زیادی از دست داد. با این وجود توانست کتاب حقوق مردمان را که جامع نظرات او دربارهٔ عدالت بین‌المللی است تمام کند، و کتاب عدالت به مثاله انصاف: بیانی دوباره که پاسخی به انتقادات وارده به نظریه عدالت بود هم در سال ۲۰۰۱ و اندکی پیش از مرگ رالز به چاپ رسید. رالز در ۲۴ نوامبر ۲۰۰۲ در ۸۱ سالگی درگذشت و در ماساچوست به خاک سپرده شد.

## فلسفهٔ رالز
رالز سه کتاب مهم منتشر کرده‌است. اولین کتاب او، نظریهٔ عدالت، بر عدالت توزیعی متمرکز بود و تلاش می‌کرد میان ارزش آزادی و برابری، آشتی برقرار کند. دومین کتاب او، لیبرالیسم سیاسی، به این مسئله می‌پرداخت که شهروندان دارای اختلاف‌نظر مذهبی و فلسفی چطور می‌توانند بر سر یک نظام دموکراتیک به توافق برسند. سومین کتاب، حقوق مردمان، بر مسئله عدالت جهانی تمرکز داشت.

### نظریه عدالت
نظریه عدالت در سال ۱۹۷۱ و با هدف برقراری سازش میان دو ارزش ظاهراً رقیب و آشتی‌ناپذیر یعنی آزادی و برابری، منتشر شد. راه‌حلی که رالز پیشنهاد می‌کرد، بده‌بستانی نبود که ادعای اخلاقی یکی از این دو را در مقایسه با دیگری تضعیف کند بلکه هدف او این بود که نشان بدهد مفاهیم آزادی و برابری را می‌توان در قالب وحدتی یکپارچه ادغام کرد که رالز آن را عدالت به‌مثابه انصاف می‌نامد. رالز در این کتاب می‌کوشد نشان بدهد که تضاد مفروض میان آزادی و برابری، غیرواقعی و گمراه‌کننده است.

تصویری از وضع نخستین و حجاب جهل.
از شهروندان خواسته می‌شود که هنگام تصمیم‌گیری دربارهٔ جامعه، خود را در وضع نخستین برابری (سمت چپ) و پشت حجاب جهل (دیوار وسط) قرار بدهند، بدون آنکه بدانند چه جنسیت، نژاد، توانایی، سلیقه، ثروت یا جایگاهی در جامعه خواهند داشت (سمت راست). رالز ادعا می‌کند که این آزمایش فکری به افراد کمک می‌کند که سیاست‌های «منصفانه» را برگزینند.

رالز یک سناریوی فرضی را مطرح می‌کند که در آن گروهی از افراد باید دربارهٔ نوع ساختار سیاسی و اقتصادی‌ای که برای جامعه می‌خواهند به توافق برسند و سپس خود در همان جامعه زندگی کنند. اما هر فرد باید از پشت حجاب جهل تصمیم بگیرد: هیچ‌یک از افراد نمی‌داند که در آن جامعه چه جایگاه، جنسیت، نژاد، سن، درجه‌ای از هوش، ثروت، مهارت، تحصیلات یا مذهب خواهد داشت. تنها چیزی که هر یک از اعضای این گروه می‌داند این است که چند ظرفیت اساسی لازم برای مشارکت در نظام همکاری مشترک را دارا خواهد بود و می‌تواند عضوی از جامعه باشد.
رالز دو ظرفیت اساسی که هر یک از افراد می‌داند در اختیار دارد را ذکر می‌کند. اول، افراد می‌دانند که ظرفیت شکل‌دهی، دنبال‌کردن و بازبینی مفهومی از خیر، یا برنامه زندگی را دارند. اما اینکه چه نوع مفهومی از خیر باشد را فرد هنوز نمی‌داند. ممکن است خیر مذهبی یا سکولار باشد، اما فرد در ابتدای کار نمی‌داند کدامیک. دوم، هر فرد می‌فهمد که ظرفیت ایجاد حسی از عدالت و میلی مؤثر برای پای‌بندی به آن را داراست. افراد فقط این دو خصوصیت را دربارهٔ خودشان می‌دانند و گروه شروع به بحث می‌کند تا یک ساختار اجتماعی را طراحی کند و طی بحث، هر فرد در پی بیشینه‌کردن نفع خود خواهد بود. ایده پشت این سناریو این است که پیشنهادهایی که ما در حالت عادی آنها را ناعادلانه می‌بینیم (مثلا اینکه سیاهپوستان یا زنان نباید حق تصدی مشاغل عمومی را داشته باشند) پیشنهاد نخواهد شد، که در واقع همان موضع اصلی رالز است، چون طرح چنین پیشنهادهایی غیرعقلانی است. دلیلش ساده است: هیچ‌کس نمی‌داند که آیا خود او زن یا سیاهپوست خواهد بود یا خیر. این موضع در «اصل تفاوت» منعکس می‌شود که به موجب آن، در نظامی که هرکس نسبت به وضعیت خود جاهل باشد، فرد تلاش می‌کند موقعیت ضعیف‌ترین فرد را ارتقاء بدهد چون ممکن است خودش دقیقاً در آن جایگاه قرار بگیرد.
رالز در نظریهٔ عدالت می‌نویسد: «عدالت اولین فضیلت برای نهاد اجتماعی است، همچنان که حقیقت برای نظام تفکر». عدالت از نظر رالز مقدم بر خوشبختی است. خوشی و کامیابی آنگاه به‌عنوان یک ارزش مثبت تلقی می‌شود که عادلانه بودن آن محرز باشد. عدالت چارچوبی است که افراد مختلف در آن فرصت پی‌گرفتن آمال و ارزش‌های مورد نظر خود را پیدا می‌کنند.
دو اصل نظریهٔ بازبینی‌شدهٔ عدالت رالز بدین قرار است:
- هر شخصی نسبت به طرحی کاملاً کافی از آزادی‌های اساسی برابر که با طرح مشابهی از آزادی‌ها برای همگان همساز باشد، حق لغو ناشدنی یکسان دارد؛
- ب) نابرابری‌های اجتماعی و اقتصادی به دو شرط قابل قبول هستند: ۱) باید مختص به مناصب و مقام‌هایی باشند که تحت شرایط برابری منصفانهٔ فرصت‌ها باب آن‌ها به روی همگان گشوده‌است. ۲) این نابرابری‌ها بابد بیشترین سود را برای محروم‌ترین اعضای جامعه داشته باشند (اصل تفاوت).[۱۴]

به عقیده رالز: «نابرابری در جامعه تنها در صورتی قابل توجیه است که با اعمال آن طیف وسیع‌تری از گزینه‌های مطلوب‌تر به روی محرومان گشوده شود که در صورت حذفشان گزینه‌های یادشده از بین خواهد رفت». رالز عدالت را تبلور انصاف می‌داند و می‌گوید در وضع نخستین که تا حدی مشابه مفهوم وضع طبیعی است، آدمیان می‌خواهند جامعهٔ مدنی تشکیل دهند و به‌ناچار روی اصولی معقول و منصفانه توافق می‌کنند. نقشی که این اصول در تفکیک حقوق، تکلیف‌ها و تقسیم مزایای اجتماعی برعهده می‌گیرد همان است که مفهوم عدالت نامیده می‌شود.
رالز در تبیین این نظریه، روش خود را روشی مبتنی بر تعادل اندیشه‌ورزانه توصیف می‌کند، مفهومی که از آن پس در سایر حوزه‌های فلسفه نیز به کار رفته‌است. تعادل اندیشه‌ورزانه هنگامی به دست می‌آید که فرد، از یک سو اصول کلی خود، و از سوی دیگر قضاوت‌های سنجیده‌شدهٔ خود در موارد خاص را متقابلاً حک و اصلاح کند و این دو را با یکدیگر به تعادل برساند.

#### اصول عدالت
رالز از دل وضع نخستین، دو اصل عدالت را بیرون می‌کشد. اولین اصل، اصل آزادی است که آزادی‌های اساسی برابر را برای تمام شهروندان تثبیت می‌کند. آزادی «اساسی» عبارتست از آزادی عقیده، آزادی اجتماع، آزادی بیان و همچنین حقوق دموکراتیک. رالز حق مالکیت شخصی را هم به این موارد اضافه می‌کند.
اصل دوم، اصل برابری است که برای تضمین آزادی‌ها بر سر آن توافق می‌شود، زیرا این آزادی‌ها در واقع گزینه‌های پیش روی تمام افراد جامعه و تضمین‌کننده عدالت توزیعی در جامعه هستند. برای مثال، تضمین‌های شکلی آزادی بیان و آزادی اجتماع، ارزش واقعی بسیار کمی برای افراد فقیر و حاشیه‌ای جامعه دارد. تقاضای فرصت‌های دقیقاً برابر برای همه افراد جامعه، بدون شک به اصل آزادی‌هایی که برشمردیم و حالا قصد برابرسازی‌شان را داریم لطمه می‌زند. با این وجود، می‌خواهیم حداقل «ارزش منصفانه» آزادی‌هایمان را تضمین کنیم: هرکس در هر جایگاهی از جامعه قرار بگیرد، می‌خواهد که زندگی برایش ارزش زیستن داشته باشد و سهمی کافی از آزادی داشته باشد تا بتواند اهداف شخصی‌اش را دنبال کند؛ بنابراین شرکت‌کنندگان آزمایش فکری به این سمت حرکت می‌کنند که اصل دوم را شامل دو بخش ببینند: برابری منصفانه فرصت‌ها، و اصل مشهور و البته جنجالی «تفاوت». اصل دوم تضمین می‌کند که افراد دارای سطح مشابه استعداد و انگیزه، شانس‌های نسبتاً مشابهی در زندگی پیدا کنند و نابرابری‌های جامعه به نفع محروم‌ترین افراد جامعه باشد.

## پانوشت‌ها
1. ↑  غرایان زندی: ۱۳۸۱
2. ↑  Will. , Kymlicka (1990). Contemporary political philosophy: an introduction. Oxford [England]: Clarendon Press. pp. 11. ISBN 978-0-19-827724-8. OCLC 21762535.
3. ↑  «Political Philosophy in the Twentieth Century: Authors and Argument».
4. ↑  [Gordon, David (2008-07-28) Going Off the Rawls, The American Conservative متن پیوند]، متن اضافی.
5. ↑  Gordon, David (2008-07-28) Going Off the Rawls Archived 2012-02-24 at the Wayback Machine, The American Conservative.
6. ↑  Anatory, Izidory. "The Influence of John Rawls and Robert Nozick Under Contemporary Political Philosophy". Academia. Retrieved January 21, 2020.
7. 1 2  [Article by Iain King, titled Thinker at War: Rawls, published in Military History Monthly, 13 June 2014, accessed 20 November 2014. متن پیوند]، متن اضافی.
8. ↑  Wenar, Leif (January 1, 2013). Zalta, Edward N. (ed.). John Rawls (Winter 2013 ed.).
9. ↑  «John Rawls: Theorist of Modern Liberalism».
10. ↑  From article by Iain King, titled Thinker at War: Rawls, published in Military History Monthly, 13 June 2014, accessed 20 November 2014.
11. ↑  From an article by Iain King, titled Thinker at War: Rawls, published in Military History Monthly, 13 June 2014, accessed 20 November 2014.
12. ↑  Rogers, Ben (November 27, 2002). "Obituary: John Rawls". The Guardian. Retrieved August 26, 2018.
13. ↑  Rawls: 1999, p. 3
14. ↑  رالز: ۱۳۸۵، ص ۸۴
15. ↑  نظریه ای در باب عدالت، فصل پنجم: سهم‌های توزیعی، ص ۳۱۵.
16. ↑  Nozick, Robert. Anarchy, State, and Utopia. pp. Chapter 7.